# Beňuš (przystanek kolejowy)
Beňuš – przystanek kolejowy znajdujący się we wsi Beňuš w kraju bańskobystrzyckim na linii kolejowej 172 Banská Bystrica – Červená Skala na Słowacji.